# Orbital
Orbital — британський музичний електронний гурт, створений братами Полом та Філом Хартнолами у 1989 році в місті Севенокс.

## Студійні альбоми
- Orbital (Green Album) (1991)
- Orbital (Brown album) (1993)
- Snivilisation (1994)
- In Sides (1996)
- The Middle of Nowhere (1999)
- The Altogether (2001)
- Blue Album (2004)
- Wonky (2012)
- Monsters Exist (2018)